# One Bennett Park
Le One Bennett Park est un gratte-ciel résidentiel en construction à Chicago aux États-Unis. Il s'élèvera à 256 mètres. Son achèvement est prévu pour 2018.